# Мост Пегас
Мост Пегас (англ. Pegasus Bridge, до 26 июня 1944 года — Le Pont de Bénouville с фр. — «Бенувильский мост») — откатно-раскрывающийся мост, расположенный на северо-западе Франции в департаменте Кальвадос региона Нормандия. Мост пересекает Канский канал, соединяя коммуны Бенувиль и Ранвиль — по нему проходит национальная автодорога № 814. Открыт в 1935 году. Длина подвижного пролёта — 45,7 метра. Высота над водой — 3 метра.
В ночь на 6 июня 1944 года находящиеся всего в нескольких сотнях метров друг от друга мосты, изначально называвшиеся по именам соседних деревень Бенувильским и Ранвильским, стали главными целями британских воздушных десантников во время операции «Дэдстик» (англ. Deadstick, часть операции «Тонга»). Высадившись на планёрах Airspeed Horsa, они coup de main захватили оба стратегически важных объекта и удерживали их до подхода основных сил, чем существенно ограничили возможности германского командования противодействовать высадке Союзников в Нормандии. Вскоре после этой операции Бенувильский мост был переименован на английский манер — в Pegasus Bridge с англ. — «мост Пегас», чтобы увековечить подвиг десантников, носивших наплечные эмблемы в виде мифического крылатого коня.
Известен также под кодовыми именами англ. Euston 1 и Ham в ходе подготовки и проведения операции «Дэдстик».

## Конструкция
В оригинале и после реконструкции 1994 года представляет собой так называемый откатно-раскрывающийся, или мост Шерцера. В мостах подобного типа вместо вращения вокруг шарниров подъём подвижного пролёта осуществляется за счёт откатывания на манер кресла-качалки дугообразной конструкции, соединяющей фермы моста с массивным противовесом.

## История
Вечером 5 июня 1944 года штурмовая группа из 181 десантника под командованием майора Джона Говарда поднялись в воздух на шести планёрах «Хорса», буксируемых бомбардировщиками «Галифакс», с базы Королевских ВВС Тэррент Руштон, чтобы захватить Бенувильский и, находящийся рядом с ним, Ранвильский мосты. Группа состояла из роты «D» (усиленной двумя взводами роты «B») 2-го батальона Оксфордширского и Букингемширского полка лёгкой пехоты и 30 сапёров Корпуса королевских инженеров, необходимых для предотвращения подрыва немцами заминированных мостов. За штурвалами «Хорса» находилось 12 лётчиков из Полка пилотов планёров. Целью операции был захват невредимыми и удержание этих мостов, чтобы предотвратить прорыв по ним немецких танков к восточному флангу войск Союзников, высаживающихся на пляже «Сорд» в ходе Нормандской операции.
Через 16 минут после полуночи пять планёров приземлились на расстоянии 200—300 метров от своих объектов. Десантники высыпали из повреждённых при посадке летательных аппаратов и, ошеломив охрану мостов, захватили их в ходе десятиминутного боя. Потери нападавших убитыми составили два человека: младший капрал Фред Гринхолф (англ. Fred Greenhalgh) утонул в пруду, возле которого его планёр разломился на две части при посадке, а командир одного из взводов, лейтенант Дэн Бразеридж был смертельно ранен, когда пересекал мост в первые минуты боя и стал, таким образом, первым погибшим от вражеского огня в рядах армии вторжения с начала высадки в Нормандии. Из личного состава немецкой охраны уцелел лишь один человек, который добежал до Бенувиля и поднял тревогу. Шестой планер по ошибке отклонился от цели примерно на 12 километров и сел возле моста через реку Див. Большинство солдат с его борта пробились через немецкие позиции к деревне Ранвиль и к концу того же дня присоединились к своим.
Десантники окопались возле мостов, ожидая подкреплений. В 0:50 началась высадка 7-го парашютного батальона подполковника Пайн-Коффина, однако из-за ряда ошибок наведения парашютисты были рассеяны по значительной территории. К 3 утра лишь 40 % личного состава батальона (около 200 человек) присоединились к обороне мостов, остальные продолжали прибывать поодиночке и небольшими группами в течение следующих двух дней. Тем не менее, десантники сумели продержаться, отбивая контратаки пехоты, бронетехники и боевых катеров противника, до подхода в 13:30 1-й бригады коммандо лорда Ловата, высадившейся ранее на пляже «Сорд». Таким образом, Бенувильский мост, не пострадавший в ходе боевых действий, стал частью плацдарма Союзников в Нормандии, операция «Дэдстик» успешно завершилась.
26 июня 1944 года мост получил новое имя — Пегас, в честь британских десантников, носивших на плече нашивки с эмблемой, изображавшей мифическое животное. Находящееся в 20 метрах от него кафе Гондрэ, официально считается, несмотря на возражения некоторых современных исследователей, первым зданием, освобождённым на континентальной территории Франции. В 1954 году на нём была установлена памятная табличка об этом событии, а в 1987 году оно получило статус исторического памятника.
В 1994 году конструкция моста была полностью заменена аналогичной новой, с удлинённым подвижным пролётом, что позволило проводить по каналу более крупные суда. Старая конструкция ныне установлена в парке Мемориала «Пегас» и является частью его экспозиции.

## Музей
С 1974 года небольшой музей моста Пегас размещался в пристройке кафе «Гондрэ», а в 2000 году неподалёку был открыт обширный Мемориал Пегас.

## Ближайшие мосты
- Мост Хорса (англ. Horsa Bridge; до 1944 года — Le pont de Ranville с фр. — «Ранвильский мост», кодовые имена — англ. Euston 2 и Jam) — мост через реку Орн. Расположенный в нескольких сотнях метров восточнее моста Пегас, захвачен вместе с ним coup de main в ходе операции британского воздушного десанта «Дэдстик». Переименован в честь доставивших десант планёров.
- Первый механизированный мост был наведён через Канский канал британскими сапёрами 8—9 июня 1944 года на возвышенности Шато де Бенувиль[фр.], поскольку мост Пегас не был предназначен для переправы тяжёлых танков. Ныне элементы конструкции этого моста находятся в экспозиции Мемориала Пегас.

## Комментарии
1. ↑  По имени изобретателя конструкции моста — американского инженера Уильяма Дональда Шерцера[англ.] (1858—1893)[2]
2. ↑  Историк Норбер Хужеде (фр. Norbert Hugedé) в своей книге, посвящённой операции «Дэдстик», утверждает, что ещё во время ночного боя британские десантники взяли под свой контроль дом напротив кафе, принадлежавший некоему Луи Пико (фр. Louis Picot), тогда как дом «Гондре» открыл свои двери только ранним утром 6 июня[4].

### Книги
- Koglin, Terry L. Movable bridge engineering :  [англ.]. — John Wiley and Sons, 2003. — P. 46, 47. — ISBN 978-0-471-41960-0.
- Hugedé, Norbert. Le commando du pont Pégase :  [фр.]. — Paris : France Empire, 1991. — 178 p. — ISBN 9782704804290.